# يان جورج (محامي)
يان جورج (بالإنجليزية: Ian George)‏ هو قسيس ومحامي أسترالي، ولد في 12 أغسطس 1934، وتوفي في 29 يناير 2019 في Prahran ‏ في أستراليا.